# Санниковська сільська рада
Са́нниковська сільська рада (рос. Санниковский сельский совет) — сільське поселення у складі Первомайського району Алтайського краю Росії.
Адміністративний центр — село Санниково.

## Населення
Населення — 4753 особи (2019; 3303 в 2010, 2929 у 2002).

## Склад
До складу сільської ради входять:
| Населений пункт | Населення, осіб (2002) | Населення, осіб (2010) |
| --------------- | ---------------------- | ---------------------- |
| Санниково, село | 2359                   | 2609                   |
| Фірсово, село   | 570                    | 694                    |